# Le Bien public (journal français)
Pour les articles homonymes, voir Bien public (homonymie).
Le Bien public est un journal français fondé le 5 mars 1871 par Henri Vrignault et publié, avec des interruptions, sous la forme d'un quotidien jusqu'en 1882 puis d'un hebdomadaire jusqu'en 1892 et enfin de manière irrégulière jusqu'au 14 décembre 1894.

## Historique
Fondé par Henri Vrignault, rédacteur en chef, le 5 mars 1871, quelques jours avant la Commune de Paris, Le Bien public paraît, sous la forme d'un quotidien, jusqu'à son numéro 48 du 21 avril 1871, date à laquelle il est interdit et remplacé successivement par La Paix (28 avril-1er mai), L'Anonyme (11-12 mai) et Le Républicain (14-19 mai). À la chute de la Commune, il est à nouveau publié, à partir du numéro 59 du 27 mai 1871 jusqu'au numéro 686 du 31 décembre 1872 puis, à partir de sa 3e année, du numéro 1 du 1er juin 1873 jusqu'à sa 8e année, avec le numéro 181 du 30 juin 1878. 
Il est le quotidien, républicain et conservateur, porte-parole d'Adolphe Thiers. Plusieurs nouvelles d'Alphonse Daudet, qui seront par la suite rassemblées dans les Lettres de mon moulin, sont publiées dans ses colonnes : Les Étoiles, le 8 avril 1873, Les Douaniers, le 11 février 1873, Les Oranges, le 10 juin 1873, Les Sauterelles, le 25 mars 1873 et les cinq nouvelles de En Camargue : Le Départ, La Cabane, À l'espère ! (À l'affût !), Le Rouge et le Blanc et Le Vaccarès, le 24 juin et le 8 juillet 1873. Repris en 1874 par Athanase Josué Coquerel, il affiche des positions clairement anticléricales. Il est racheté en 1876 par l'industriel du chocolat Émile-Justin Menier. Émile Zola publie L'Assommoir dans ses pages. Yves Guyot, journaliste républicain lié à Menier, est son directeur de 1876 à 1878. C'est lui qui décida de publier en feuilleton le roman naturaliste de Zola. 
Il paraît quasiment sans interruption sous la forme d'un quotidien jusqu'au numéro 181 de sa 8e année le 30 juin 1878. Mais, devant les désabonnements des lecteurs, la publication doit être interrompue, remplacée par Le Voltaire. Il reparaît, sous la forme d'un hebdomadaire, avec le numéro 1 du 19 juin 1882 jusqu'au numéro 193 du 21 janvier 1883 puis du numéro 1 du 15 novembre 1891 au numéro 32 du 9 octobre 1892 puis pour un seul numéro le 3 décembre 1894 et enfin pour deux numéros les 4 juillet 1894 et 14 décembre 1894. 